# Гетари
Гетари (фр. Guéthary) насеље је и општина у југозападној Француској у региону Аквитанија, у департману Атлантски Пиринеји која припада префектури Бајон.
По подацима из 2011. године у општини је живело 1326 становника, а густина насељености је износила 947,14 становника/km². Општина се простире на површини од 1 km². Налази се на средњој надморској висини од 40 метара (максималној 73 m, а минималној 0 m).

## Демографија
| 1962. | 1968. | 1975. | 1982. | 1990. | 1999. | 2011. |
| ----- | ----- | ----- | ----- | ----- | ----- | ----- |
| 1.036 | 1.034 | 965   | 1.042 | 1.105 | 1.284 | 1.326 |

График промене броја становника у току последњих година